# Echeveria strictiflora
Echeveria strictiflora är en fetbladsväxtart som beskrevs av Asa Gray. Echeveria strictiflora ingår i släktet Echeveria och familjen fetbladsväxter. Inga underarter finns listade i Catalogue of Life.